# I Love Belarus
I Love Belarus è un singolo di Anastasija Vinnikava che ha rappresentato la Bielorussia all'Eurovision Song Contest 2011.
La canzone è stata scritta e musicata da Evgeny Oleynik e Svetlana Geraskova in tempi record, vista la probabile squalifica della precedente canzone della Vinnikova, Born in Bielorussia, risultata poi essere una cover.